# T Reticuli
T Reticuli är en halvregelbunden variabel av SR-typ i stjärnbilden Rombiska nätet.
Stjärnan är av visuell magnitud +9,66 och varierar i amplitud 0,85 med en period av 59,7 dygn.